# Dassault Mirage G
Dans la seconde moitié des années 1960, le constructeur aéronautique français Dassault a étudié quatre projets d'avion à géométrie variable : les Mirage III G, Mirage G4 et G8 et LTV V-507, un cinquième, le BAC/Dassault AFVG (en) l'étant brièvement avec British Aircraft Corporation. Trois prototypes ont été construits, répondant à différents besoins, dont aucun n'a débouché sur une fabrication en série.

## Conception

### Mirage III G
En 1964, Dassault est chargé de concevoir un avion à géométrie variable destiné à équiper l'Armée de l'Air et l'Aéronautique navale françaises. Le constructeur propose une formule basée sur la cellule du Mirage F2 et propulsé par un réacteur américain Pratt & Whitney TF 306 — un dérivé du TF30, pour lequel la SNECMA devait obtenir une licence de fabrication. Un prototype est commandé en octobre 1965 et sa construction débute dès janvier 1966. Le Mirage III G fait son vol inaugural le 18 novembre 1967 avec une aile bloquée à 20° de flèche. Plusieurs vols d'essai sont alors effectués, l'avion dépassant Mach 2 trois semaines plus tard. En 2 octobre 1969, l'avion est transféré au Centre d'essais en vol.
L'avion est perdu le 13 janvier 1973 à cause d'une panne électrique provoquant le blocage des commandes et forçant son pilote Jean Coureau à s'éjecter.

### Mirage G4
Le 5 septembre 1967, l'Armée de l'Air a demandé l'étude d'une version biplace, biréacteur équipée de SNECMA Atar 9K50, qu'elle destine à des missions de reconnaissance, d'attaque, de guerre électronique lointaine (programme RAGEL). L'avion doit être capable d'emporter soit une arme nucléaire soit une lourde charge d'armement classique. Alors que deux prototypes du Mirage G4 sont commandés et que la conception est bien avancée, les études budgétaires montrent que le coût du programme sera trop important, pour 60 exemplaires prévus. Ceci entraine naturellement l'abandon du projet le 17 septembre 1970 ; la poursuite de la construction de deux prototypes est autorisée .

### Mirage G8

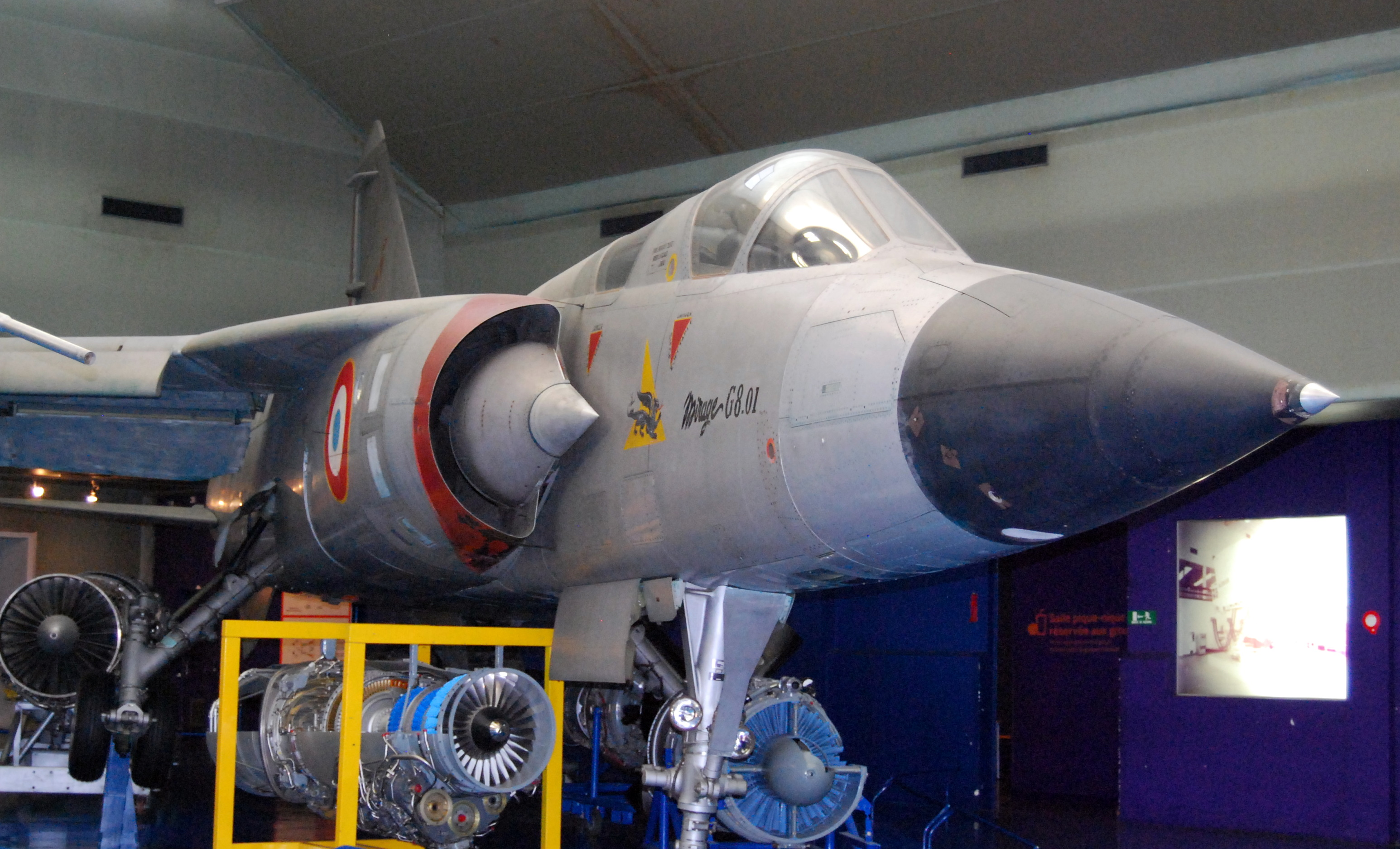
Le G8-01 au Musée de l'Air et de l'Espace.

À la suite de l'abandon du Mirage G4, l'Armée de l'Air fait une nouvelle fois évoluer ses besoins : elle réclame maintenant un avion d'interception monoplace, propulsé par deux réacteurs SNECMA M53. Le premier prototype du Mirage G4 est alors modifié en Mirage G8 01 (biplace) et fait son premier vol le 8 mai 1971. Dès son quatrième vol, le 13 mai 1971, il atteint la vitesse de Mach 2 à 12 000 m, un exploit unique pour un avion de cette catégorie.
Le second Mirage G4 est transformé en monoplace, la place arrière étant occupée par des équipements, et devient le Mirage G8 02, avant de faire son premier vol le 13 juillet 1972. Celui-ci reçoit par ailleurs un système d'armes simplifié du Mirage F1 complété du système de navigation du Mirage III Milan. Les deux Mirage G8 restent propulsés par des SNECMA Atar 9K50.
Le 13 juillet 1973, le Mirage G8 02 piloté par Jean-Marie Saget établit un nouveau record de vitesse pour un avion conçu en Europe de l'ouest, en atteignant Mach 2,34 à 12 400 m, l’avion accélérant encore avec un des deux moteurs sur post-combustion réduite, puis il vole durant 20 min à Mach 2. Ce record n'a pas été battu à ce jour,,.
Parmi les autres performances, ces prototypes ont tenu Mach 2 pendant 31 minutes. De plus, ils pouvaient atteindre une vitesse de Mach 2 à 15 250 m en cinq minutes depuis le lâché des freins.
En 347 vols, les deux Mirage G-8 firent progresser le bureau d'études de Dassault dans différents domaines : aérodynamique, structure, commandes de vol.

### Coopération autour du LTV V-507
La société Ling-Temco-Vought (LTV) est à la recherche de compétences sur les ailes à géométrie variable, dans le cadre du programme Light Weight Fighter (futur McDonnell Douglas F/A-18 Hornet) et du VFX (futur Grumman F-14 Tomcat). Elle décide de coopérer avec la société Avions Marcel Dassault, qui vient de réussir avec succès le développement du Mirage G. Deux accords sont signés en 1968, l’un de coopération générale et l’autre sur les ailes à géométrie variable. Pour la compétition VFX, le prototype LTV V-507, inspiré du Mirage G, est rejeté au profit du Grumman F-14 Tomcat.
À la lecture du dossier du LTV V-507, la société Grumman demande de nombreux renseignements complémentaires, devant l’intérêt des solutions techniques retenues pour le Mirage G. Le Pentagone envisage un temps d’utiliser comme base cet avion pour le programme Light Weight Fighter, puis d’autres solutions sont préférées.

### Fin du programme

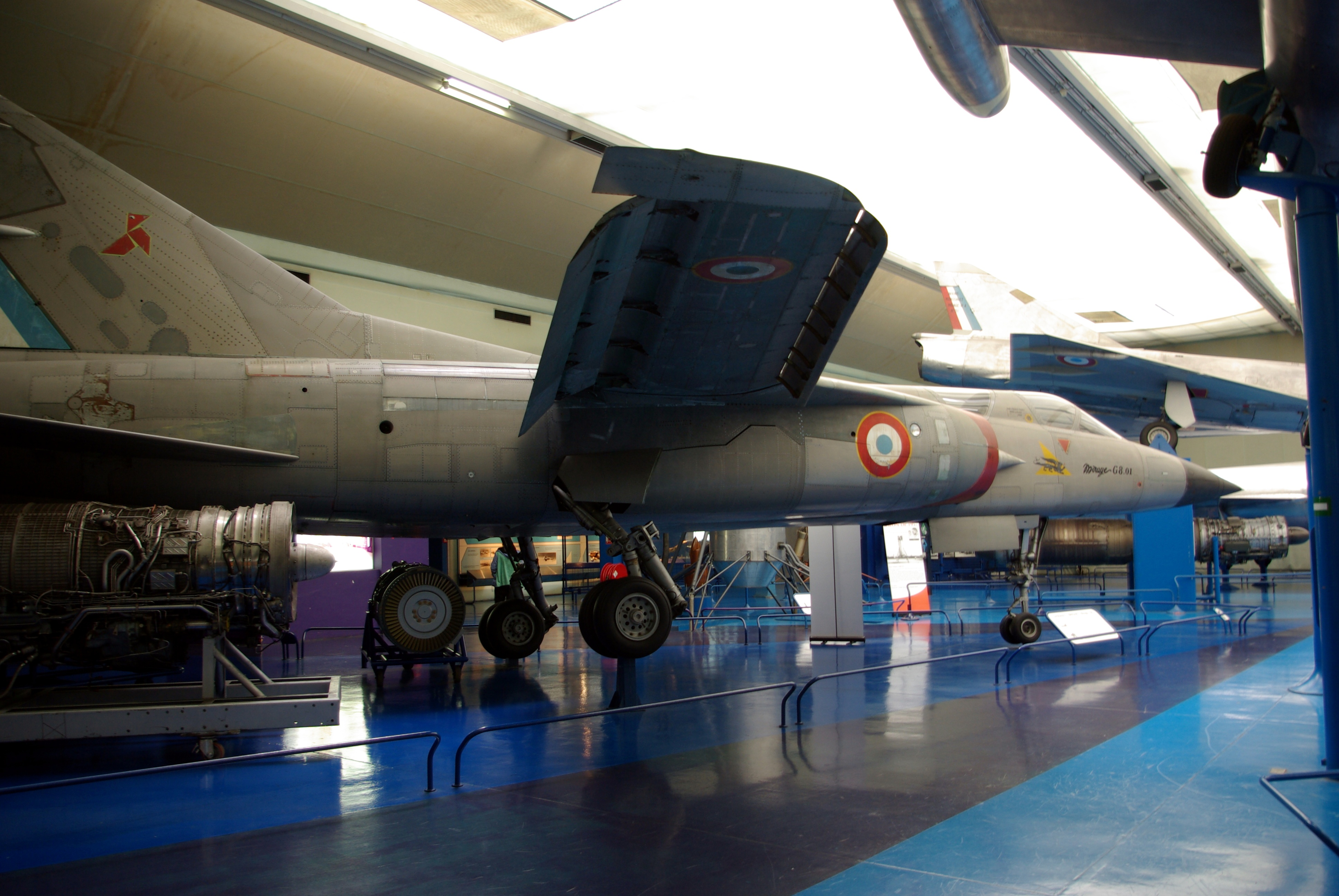
Vue trois-quarts arrière du G8 exposé au Bourget. L'insigne
d'escadrille en forme de cocotte sur la dérive est celle de la BR11 de l'escadron de reconnaissance 2/33 Savoie.

Aucun avion de série ne sera cependant finalement construit. Le Mirage G effectue plus de 300 vols d'essai, dont certains avec des pilotes américains aux commandes, avant d'être détruit lors d'un accident le 13 janvier 1971 à cause d'une panne sur un servomécanisme électrique. Le Mirage G8 01 est transféré au Centre d'essais en vol en octobre 1972 et effectue plus de 200 vols d'essais jusqu'en juillet 1973. Il est désormais exposé au Musée du Bourget. Le Mirage G8 02 effectue environ 125 vols[réf. nécessaire], le dernier ayant eu lieu le 22 novembre 1974. Il est désormais exposé au Musée européen de l'aviation de chasse (MEAC) sur l'aérodrome de Montélimar-Ancône.
Le programme G4-G8 a permis de réaliser des prototypes d'un appareil très performant et très ambitieux sur le plan cellule et aérodynamique ; il a permis de fixer l'angle de flèche optimal à donner à l'aile fixe de l'ACF ; il a donné l'occasion de lancer des composants nouveaux de système d'armes air-sol. Il s'est révélé finalement trop ambitieux, trop lourd, trop coûteux et inutilement compliqué.

## Variantes
- Mirage G : avion expérimental basé sur le Mirage F2, équipé d'un réacteur Pratt & Whitney TF 306 (un exemplaire)
- Mirage G4 : projet d'une version biplace équipée de deux réacteurs Snecma Atar 9 K 50 (deux prototypes qui n'ont jamais volé)
- Mirage G8 : projet d'une version monoplace équipée de deux réacteurs Snecma Atar 9 K 50 (deux prototypes obtenus à partir de ceux du G4)
- LTV V-507 : projet d'une version biplace équipée de deux réacteurs Pratt & Whitney TF-30-P-412
- ACF (Avion de combat futur) ou Super Mirage : projet d'un biréacteur Snecma M53 à aile en flèche fixe (55 degrés) très proche de forme du Mirage G8, prévu en deux versions, l'une monoplace (interception / environ 14 tonnes à vide / Mach 2,5 / jusqu'à quatre missiles S530 plus deux missiles Magic) et l'autre biplace (frappe nucléaire avec le futur missile ASMP). Le programme est abandonné en décembre 1975 car jugé trop cher pour pouvoir être commandé en nombre suffisant et le plus modeste Mirage 2000 sera développé en remplacement. Le prototype 01 (monoplace) de l'ACF est alors presque achevé dans les ateliers de chez Dassault et sera démoli.

### Développement lié
- Dassault Mirage F1

### Aéronefs comparables
- Mikoyan-Gourevitch MiG-23
- General Dynamics F-111

### Ordre de désignation
- Mirage III - Mirage IV - Mirage 5 - Mirage F1 - Mirage G/G4/G8 - Mirage 2000 - Mirage 4000 -